# Отченашко, Георгий Фёдорович
Георгий Фёдорович Отченашко (Georgij Ottschenaschko; род. 21 декабря 1934, Макеевка Донецкой области) — советский и украинский художник, член Союза художников СССР (1970). Работает в области станковой и монументальной живописи, книжной графики. C 1994 года живёт и работает в Германии.

## Биография
Родился в Макеевке, в рабочей семье.
В 1952—1955 годы учился в Орловском художественном училище, находившемся в те годы в Ельце.
В 1955—1957 годы служил в армии на Камчатке. Известны его этюды: «Бухта Авача. Камчатка» (1957), «Камчатка» (1957). Вернувшись, с 1957 по 1959 год учился в Ростовском художественном училище.
В 1960 году поступил в Киевский художественный институт, где его учителями были Пётр Слёта, Николай Попов, Карп Трохименко. В 1960-е годы оформлял книги для издательств «Донбас», «Донецкое книжное издательство», «Государственное издательство художественной литературы — Киев».
Окончив институт в 1965 году, вернулся в родной город, где в том же году организовал и руководил изостудией.
В 1970 году принят в члены Союза художников СССР. Известные произведения художника: портреты передовых тружеников Макеевского металлургического завода им. С. М. Кирова, «Доменщики. После плавки» (1966), «Юные мстители» (1975), «Палех» (1978), «Подсолнухи» (1988), «Зимнее утро» (1992) и другие. Участник областных, республиканских и всесоюзных художественных выставок.
В 1973 году состоялась первая персональная выставка художника в Макеевском краеведческом музее.
В 1974 году награждён памятной медалью «Мемориал Репина» к 10-ти летнему юбилею изостудии.
В 1979 году изостудия в Макеевке была реорганизована в детскую художественную школу, которая до сегодняшнего времени остаётся единственным учреждением данного профиля в городе. Георгий Отченашко был назначен директором школы.
В 1994 году эмигрировал в Германию, где уже находилась его семья. Выставляется в Германии, странах Балтии, Франции, Италии, Чехии, Словакии, Польше, Индии, Непале.
Работы Георгия Отченашко представлены в собраниях музеев Украины.
Живёт и работает в Берлине.

## Выставки художника
- 1977 — персональная выставка в выставочном зале Союза художников г. Донецка. Награждён дипломом[3].
- 1978 — участник республиканской художественной выставки «60 лет пограничных войск» в Киеве.
- 1981, 1991, 1992 — выставка-продажа, галерея «Геккосо», Япония[3].
- 1985 — персональная выставка в выставочном зале Союза художников г. Донецка.
- Большая персональная художественная выставка в Хеппенхайме.
- 1996, 1999 — персональная выставка в «Русском доме», Берлин.
- 1997—1999 — персональная выставка в галерея «Kuckucksnest», Берлин.
- 1999 — персональная выставка в «Club Spittelkolonnaden», Берлин.
- 2000 — персональные выставки в «Kleines Haus der Künste» и в Польском институте культуры", Берлин. Эскизы, рисунки кинорежиссёра Довженко и картины украинских художников, живущих в Берлине.
- 2001 — персональная выставка в Martin — Luther — King Kirchendemeinde, Берлин.
- 2001—2009 — ежегодная художественная выставка «Профиль — 14-22», Берлин.
- 2002—2004, 2008 — галерея «Kraftwerk», Берлин.
- 2006[4], 2009, 2011 — персональная выставка в «Libezem», Берлин.
- 2007 — творческая поездка в Познань, Польша, работа над портретами и альбомом.
- 2009 — каталог — справочник «Искусство России», 2010, стр. 158—159.
- 2010 — Русский дом науки и культуры в Берлине. Клуб Диалог. Выставка к 65-летию Победы.
- 2011 — Философ. Философия, вторая ступень, стр. 15 (портрет философа Вольфганга Беля).

## Примеры работ
- Дождь, 2002
- Зимнее утро, 1992
- Зима в Седневе, 1986—2004
- Ледоход на Волге, 1990
- На реке Майн, 1996